# Ceolwulf I. von Mercien

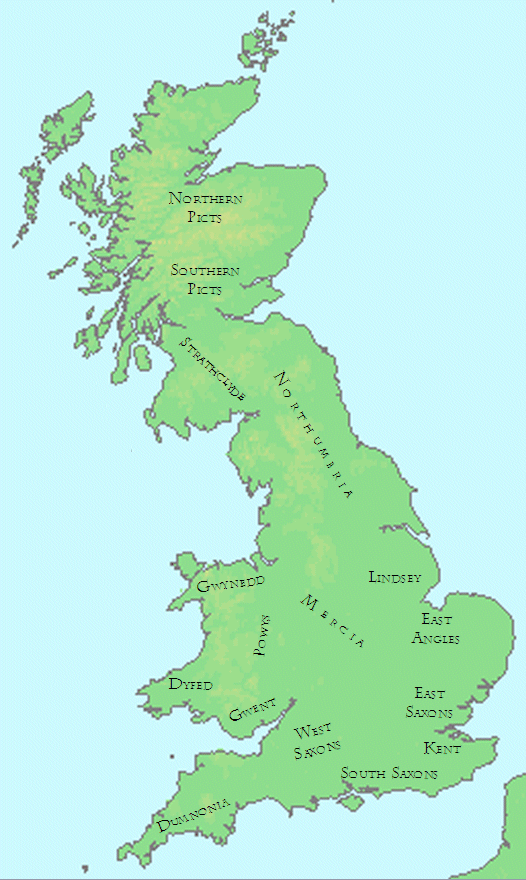
Britannien Anfang des 9. Jahrhunderts

Ceolwulf I. († 823) war der Bruder des mercischen Königs Cenwulf. Ceolwulf wurde nach dessen Tod im Jahre 821 zum König der angelsächsischen Königreiche Mercia und Kent erhoben. Seine Herrschaftszeit dauerte nur zwei Jahre.
Während seiner kurzen Regierungszeit führte er die expansive Politik seines Vorgängers gegenüber den walisischen Königreichen fort und brachte mit der Eroberung der Festung Deganwy im Jahre 822 das Königreich Powys kurzzeitig unter seine Kontrolle. Seit dem Beginn seiner Herrschaft wurde Ceolwulf mit innenpolitischer Uneinigkeit und unzähligen Streitigkeiten konfrontiert, gleichzeitig schien ihm die Kontrolle über Kent zu entgleiten. Ceolwulf wurde 823 von seinem Nachfolger Beornwulf gestürzt.

### Quelle
- Anglo-Saxon Charters: An Annotated List and Bibliography, Peter Hayes Sawyer (Hrsg.), Royal Historical Society, London 1968, ISBN 0-901050-18-0.
- The Anglo-Saxon Chronicle: MS A v. 3, Janet Bately (Hrsg.), Brewer, Rochester (NY) 1986, ISBN 0-85991-103-9.

### Sekundärliteratur
- James Campbell (Hrsg.): The Anglo-Saxons. Phaidon, London 1982, ISBN 0-7148-2149-7.
- D. P. Kirby: The Earliest English Kings, Unwin Hyman, London 1991, ISBN 0-0444-5691-3.
- Frank M. Stenton: Anglo-Saxon England. Oxford University Press, Oxford 1971, ISBN 0-1928-0139-2.
- Barbara Yorke: Kings and Kingdoms of Early Anglo-Saxon England. Routledge, London-New York 2002, ISBN 978-0-415-16639-3. PDF (6,2 MB)

| Vorgänger | Amt                       | Nachfolger |
| --------- | ------------------------- | ---------- |
| Cenwulf   | König von Mercien 821–823 | Beornwulf  |

| Personendaten    | Personendaten               |
| ---------------- | --------------------------- |
| NAME             | Ceolwulf I. von Mercien     |
| KURZBESCHREIBUNG | König von Mercien (821–823) |
| GEBURTSDATUM     | 8. Jahrhundert              |
| STERBEDATUM      | 823                         |